# Bonifác IV.
Svatý Bonifác IV. (asi 550 – 25. května 615, Řím) byl papežem od 25. srpna nebo 15. září 608 až do své smrti.

## Životopis
Bonifác IV. (lat. Bonifatius IV.), jehož rodné jméno není známo, byl synem lékaře Jana z Valerie v Abruzzách a vychován v římském benediktinském klášteře u sv. Štěpána. Během pontifikátu papeže sv. Řehoře I. Velikého (590–604) vykonával Bonifác funkci dispenzora (z lat. pokladníka), tedy vysokého úředníka ve správě papežské pokladny. Bonifác se považoval za pokračovatele Řehoře, jak zdůrazňuje jeho vlastní epitaf na hrobce v chrámu sv. Petra. Podle Řehořova vzoru nechal dokonce přestavět svůj dům na klášter.
Bonifác byl zvolen papežem po svém jmenovci Bonifáci III., který na papežském stolci setrval pouze necelý jeden rok (607). Ačkoliv Bonifác III. zemřel 12. listopadu 607, Bonifác IV. byl vysvěcen až 25. srpna nebo 15. září 608, přes deset měsíců totiž trvalo, než z Konstantinopole přišlo císařské zmocnění k tomuto aktu.

## Papežem

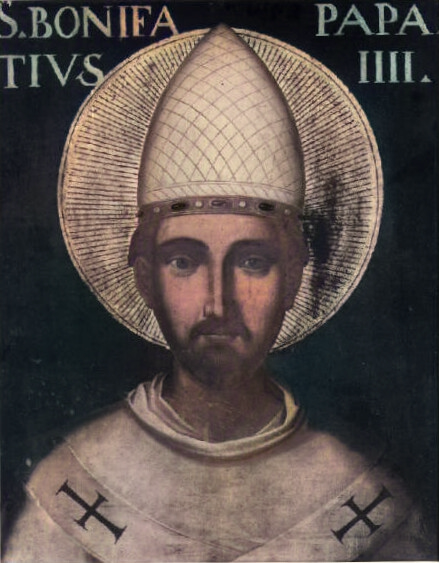
Svatý Bonifác IV.

I když se úřad papeže nevyznačuje zvláštním významem nebo mezníkem v dějinách papežství, Bonifácova činnost se neomezovala pouze na správu papežského státu. Byl obratným diplomatem a zasloužil se o uznání prvenství římské církve nad ostatními biskupskými stolci ze strany byzantského císaře Foka. Za zmínku stojí i konflikt se svatým Kolumbánem, průkopníkem iroskotských misií, který se na popud lombardského krále v dopise adresovaném Bonifácovi dožadoval svolání koncilu, který by se více zabýval problematikou heretického obsahu Tří kapitol zamítnutých na 2. konstantinopolském koncilu. Na to papež reagoval předvoláním biskupské delegace z Anglie do Říma, aby se spor neprotahoval a mohly být navázány přátelské vztahy mezi vzdálenými diecézemi.
Doba pontifikátu Bonifáce IV. je také spojena s útrapami římského státu, v záznamech jsou zmiňovány barbarské nájezdy, neúroda, povodně a následně hlad a mor. Bonifác IV. se v těchto dobách všemožně snažil postarat o hmotné dobro lidu a sám žil po vzoru svého předchůdce Řehoře I. Velikého skromným životem prostého řeholníka. Zevrubnější popis úkonů pontifikátu nebo životních událostí znemožňuje útržkovitost zpráv.

## Posvěcení Pantheonu
Zřejmě nejvýznamnějším počinem Bonifáce IV. je z historického hlediska přeměna Pantheonu, římského chrámu z 1. st. př. n. l., v křesťanský kostel. Bonifác požádal císaře Foka o tento 600 let starý, pomalu chátrající chrám jako důkaz přátelských vztahů mezi Římem a Konstantinopolí. Chrám, jenž byl původně zasvěcen všem bohům (z řec. Πάνθεον; pan – vše a theoi – bohové), byl 13. května 609 vysvěcen na kostel Panny Marie a všech mučedníků (lat. S. Maria ad Martyres). Pantheon se tak stal prvním pohanským chrámem přeměněným v křesťanskou baziliku, který byl brzy hojně následován a díky tomu se zachránilo mnoho památek antické architektury. Samotný akt posvěcení chrámu může být interpretován jako Bonifácem iniciovaná záchrana antického architektonického skvostu před jistým zničením. Zvláště ničivou silou udeřila na Řím živelní pohroma roku 590, kdy Pantheon obstál jako jedna z mála nenávratně nepoškozených budov.
Jako perlička se uvádí, že Bonifác IV. dal prý přemístit 28 vozů plných ostatků křesťanských svatých vytažených z římských katakomb do porfyru pod hlavním oltářem tohoto nového chrámu.
Papež zemřel 8. nebo 15. května 615, byl pochován v bazilice sv. Petra a církví prohlášen za svatého.